# American Le Mans Series at Long Beach 2010
Navigation
Édition précédente Édition suivante
Le American Le Mans Series at Long Beach 2010 (officiellement appelé le 2010 Tequila Patrón American Le Mans Series at Long Beach), disputé sur le 17 avril 2010 sur le circuit de Circuit urbain de Long Beach dans le cadre du Grand Prix de Long Beach est la seconde manche de l'American Le Mans Series 2010 et la 7e édition de cette manifestation sportive.

## Qualifications
| Pos. | Classe | N°  | Écurie                            | Pilote              | Temps    | Grille |
| ---- | ------ | --- | --------------------------------- | ------------------- | -------- | ------ |
| 1    | LMP    | 007 | Aston Martin Racing               | Adrian Fernández    | 1:13.213 | 1      |
| 2    | LMP    | 1   | Patrón Highcroft Racing           | Simon Pagenaud      | 1:13.285 | 2      |
| 3    | LMP    | 16  | Dyson Racing Team                 | Chris Dyson         | 1:14.191 | 3      |
| 4    | LMP    | 6   | Muscle Milk Team Cytosport        | Klaus Graf          | 1:14.259 | 4      |
| 5    | LMP    | 37  | Intersport Racing (en)            | Jon Field           | 1:15.136 | 5      |
| 6    | LMP    | 8   | Drayson Racing                    | Jonny Cocker        | 1:17.084 | 6      |
| 7    | LMPC   | 55  | Level 5 Motorsports               | Christophe Bouchut  | 1:17.273 | 7      |
| 8    | LMPC   | 99  | Green Earth Team Gunnar           | Gunnar Jeannette    | 1:17.520 | 8      |
| 9    | LMP    | 12  | Autocon Motorsports               | Tomy Drissi         | 1:17.611 | 9      |
| 10   | LMPC   | 36  | Genoa Racing                      | J. R. Hildebrand    | 1:18.186 | 10     |
| 11   | LMPC   | 11  | Performance Tech Motorsports      | Kyle Marcelli       | 1:18.422 | 11     |
| 12   | GT     | 62  | Risi Competizione                 | Jaime Melo          | 1:19.581 | 12     |
| 13   | GT     | 17  | Team Falken Tire (en)             | Wolf Henzler        | 1:20.179 | 13     |
| 14   | GT     | 3   | Corvette Racing                   | Johnny O'Connell    | 1:20.308 | 14     |
| 15   | GT     | 45  | Flying Lizard Motorsports         | Patrick Long        | 1:20.424 | 15     |
| 16   | GT     | 4   | Corvette Racing                   | Olivier Beretta     | 1:20.438 | 16     |
| 17   | GT     | 92  | BMW Rahal Letterman Racing        | Bill Auberlen       | 1:20.486 | 17     |
| 18   | GT     | 90  | BMW Rahal Letterman Racing        | Joey Hand           | 1:20.564 | 18     |
| 19   | GT     | 02  | Extreme Speed Motorsports         | Guy Cosmo           | 1:20.587 | 19     |
| 20   | LMPC   | 95  | Level 5 Motorsports               | Scott Tucker        | 1:21.151 | 20     |
| 21   | GT     | 01  | Extreme Speed Motorsports         | Scott Sharp         | 1:21.346 | 21     |
| 22   | GT     | 44  | Flying Lizard Motorsports         | Darren Law          | 1:21.457 | 22     |
| 23   | GT     | 40  | Robertson Racing                  | David Murry         | 1:21.960 | 23     |
| 24   | LMPC   | 89  | Intersport Racing (en)            | Brian Wong          | 1:22.014 | 24     |
| 25   | GT     | 75  | Jaguar RSR                        | Ryan Dalziel        | 1:22.985 | 25     |
| 26   | LMPC   | 52  | PR1/Mathiasen Motorsports         | Johnny Mowlem       | 1:23.599 | 26     |
| 27   | GTC    | 54  | Black Swan Racing                 | Jeroen Bleekemolen  | 1:23.857 | 36     |
| 28   | GTC    | 63  | TRG                               | Andy Lally          | 1:24.098 | 27     |
| 29   | GTC    | 32  | GMG Racing                        | James Sofronas      | 1:24.256 | 28     |
| 30   | GTC    | 81  | Alex Job Racing                   | Butch Leitzinger    | 1:24.288 | 29     |
| 31   | GTC    | 23  | Alex Job Racing                   | Romeo Kapudija (en) | 1:24.462 | 30     |
| 32   | GTC    | 88  | Velox Motorsports                 | Shane Lewis         | 1:24.672 | 31     |
| 33   | GTC    | 48  | Orbit Racing / Paul Miller Racing | Bryce Miller        | 1:24.730 | 32     |
| 34   | GTC    | 69  | WERKS II Racing                   | Galen Bieker        | 1:24.968 | 33     |
| 35   | GTC    | 28  | 911 Design                        | Loren Beggs         | 1:25.952 | 34     |
| 36   | GTC    | 80  | Car Amigo/Alex Job Racing         | Luis Díaz           | 1:26.771 | 35     |

## Course
Voici le classement provisoire au terme de la course.

- Les vainqueurs de chaque catégorie sont signalés par un fond jauni.
- Pour la colonne Pneus, il faut passer le curseur au-dessus du modèle pour connaître le manufacturier de pneumatiques.

| Pos.   | Classe | N°  | Écurie                            | Pilotes                           | Châssis                                 | Pneus | Tours |
| Pos.   | Classe | N°  | Écurie                            | Pilotes                           | Moteur                                  | Pneus | Tours |
| ------ | ------ | --- | --------------------------------- | --------------------------------- | --------------------------------------- | ----- | ----- |
| 1      | LMP    | 1   | Patrón Highcroft Racing           | David Brabham Simon Pagenaud      | HPD ARX-01C                             | M     | 67    |
| 1      | LMP    | 1   | Patrón Highcroft Racing           | David Brabham Simon Pagenaud      | HPD 3.4 L V8                            | M     | 67    |
| 2      | LMP    | 007 | Aston Martin Racing               | Harold Primat Adrian Fernández    | Lola-Aston Martin B09/60                | M     | 67    |
| 2      | LMP    | 007 | Aston Martin Racing               | Harold Primat Adrian Fernández    | Aston Martin 6.0 L V12                  | M     | 67    |
| 3      | LMP    | 6   | Muscle Milk Team Cytosport        | Greg Pickett Klaus Graf           | Porsche RS Spyder Evo                   | M     | 67    |
| 3      | LMP    | 6   | Muscle Milk Team Cytosport        | Greg Pickett Klaus Graf           | Porsche MR6 3.4 L V8                    | M     | 67    |
| 4      | LMP    | 16  | Dyson Racing Team                 | Chris Dyson Guy Smith             | Lola B09/86                             | M     | 67    |
| 4      | LMP    | 16  | Dyson Racing Team                 | Chris Dyson Guy Smith             | Mazda MZR-R 2.0 L I4 Turbo (Isobutanol) | M     | 67    |
| 5      | LMPC   | 99  | Green Earth Team Gunnar           | Elton Julian Gunnar Jeannette     | Oreca FLM09                             | M     | 66    |
| 5      | LMPC   | 99  | Green Earth Team Gunnar           | Elton Julian Gunnar Jeannette     | Chevrolet LS3 6.2 L V8                  | M     | 66    |
| 6      | LMPC   | 55  | Level 5 Motorsports               | Scott Tucker Christophe Bouchut   | Oreca FLM09                             | M     | 65    |
| 6      | LMPC   | 55  | Level 5 Motorsports               | Scott Tucker Christophe Bouchut   | Chevrolet LS3 6.2 L V8                  | M     | 65    |
| 7      | LMPC   | 36  | Genoa Racing                      | J. R. Hildebrand Tom Sutherland   | Oreca FLM09                             | M     | 65    |
| 7      | LMPC   | 36  | Genoa Racing                      | J. R. Hildebrand Tom Sutherland   | Chevrolet LS3 6.2 L V8                  | M     | 65    |
| 8      | GT     | 45  | Flying Lizard Motorsports         | Jörg Bergmeister Patrick Long     | Porsche 911 GT3 RSR                     | M     | 65    |
| 8      | GT     | 45  | Flying Lizard Motorsports         | Jörg Bergmeister Patrick Long     | Porsche 4.0 L Flat-6                    | M     | 65    |
| 9      | LMP    | 12  | Autocon Motorsports               | Tomy Drissi Ken Davis             | Lola B06/10                             | D     | 65    |
| 9      | LMP    | 12  | Autocon Motorsports               | Tomy Drissi Ken Davis             | AER P32C 4.0 L V8 Turbo                 | D     | 65    |
| 10     | GT     | 3   | Corvette Racing                   | Jan Magnussen Johnny O'Connell    | Chevrolet Corvette C6.R                 | M     | 65    |
| 10     | GT     | 3   | Corvette Racing                   | Jan Magnussen Johnny O'Connell    | Chevrolet 5.5 L V8                      | M     | 65    |
| 11     | GT     | 92  | BMW Rahal Letterman Racing        | Bill Auberlen Tommy Milner        | BMW M3 GT2                              | D     | 65    |
| 11     | GT     | 92  | BMW Rahal Letterman Racing        | Bill Auberlen Tommy Milner        | BMW 4.0 L V8                            | D     | 65    |
| 12     | GT     | 62  | Risi Competizione                 | Jaime Melo Gianmaria Bruni        | Ferrari F430 GTE                        | M     | 65    |
| 12     | GT     | 62  | Risi Competizione                 | Jaime Melo Gianmaria Bruni        | Ferrari 4.0 L V8                        | M     | 65    |
| 13     | GT     | 90  | BMW Rahal Letterman Racing        | Dirk Müller Joey Hand             | BMW M3 GT2                              | D     | 65    |
| 13     | GT     | 90  | BMW Rahal Letterman Racing        | Dirk Müller Joey Hand             | BMW 4.0 L V8                            | D     | 65    |
| 14     | GT     | 17  | Team Falken Tire (en)             | Bryan Sellers Wolf Henzler        | Porsche 911 GT3 RSR                     | F     | 65    |
| 14     | GT     | 17  | Team Falken Tire (en)             | Bryan Sellers Wolf Henzler        | Porsche 4.0 L Flat-6                    | F     | 65    |
| 15     | GT     | 01  | Extreme Speed Motorsports         | Scott Sharp Johannes van Overbeek | Ferrari F430 GTE                        | M     | 65    |
| 15     | GT     | 01  | Extreme Speed Motorsports         | Scott Sharp Johannes van Overbeek | Ferrari 4.0 L V8                        | M     | 65    |
| 16     | GT     | 02  | Extreme Speed Motorsports         | Ed Brown Guy Cosmo                | Ferrari F430 GTE                        | M     | 64    |
| 16     | GT     | 02  | Extreme Speed Motorsports         | Ed Brown Guy Cosmo                | Ferrari 4.0 L V8                        | M     | 64    |
| 17     | LMPC   | 89  | Intersport Racing (en)            | Mitch Pagerey Brian Wong          | Oreca FLM09                             | M     | 63    |
| 17     | LMPC   | 89  | Intersport Racing (en)            | Mitch Pagerey Brian Wong          | Chevrolet LS3 6.2 L V8                  | M     | 63    |
| 18     | GT     | 4   | Corvette Racing                   | Olivier Beretta Oliver Gavin      | Chevrolet Corvette C6.R                 | M     | 63    |
| 18     | GT     | 4   | Corvette Racing                   | Olivier Beretta Oliver Gavin      | Chevrolet 5.5 L V8                      | M     | 63    |
| 19     | GTC    | 81  | Alex Job Racing                   | Juan González Butch Leitzinger    | Porsche 911 GT3 Cup                     | Y     | 63    |
| 19     | GTC    | 81  | Alex Job Racing                   | Juan González Butch Leitzinger    | Porsche 3.8 L Flat-6                    | Y     | 63    |
| 20     | GTC    | 32  | GMG Racing                        | Bret Curtis James Sofronas        | Porsche 911 GT3 Cup                     | Y     | 63    |
| 20     | GTC    | 32  | GMG Racing                        | Bret Curtis James Sofronas        | Porsche 3.8 L Flat-6                    | Y     | 63    |
| 21     | GTC    | 23  | Alex Job Racing                   | Bill Sweedler Romeo Kapudija (en) | Porsche 911 GT3 Cup                     | Y     | 63    |
| 21     | GTC    | 23  | Alex Job Racing                   | Bill Sweedler Romeo Kapudija (en) | Porsche 3.8 L Flat-6                    | Y     | 63    |
| 22     | LMPC   | 11  | Performance Tech Motorsports      | Gerardo Bonilla Kyle Marcelli     | Oreca FLM09                             | M     | 62    |
| 22     | LMPC   | 11  | Performance Tech Motorsports      | Gerardo Bonilla Kyle Marcelli     | Chevrolet LS3 6.2 L V8                  | M     | 62    |
| 23     | GT     | 40  | Robertson Racing                  | David Robertson David Murry       | Ford GT-R Mk. VII                       | D     | 62    |
| 23     | GT     | 40  | Robertson Racing                  | David Robertson David Murry       | Ford 5.0 L V8                           | D     | 62    |
| 24     | GTC    | 88  | Velox Racing                      | Shane Lewis Jerry Vento           | Porsche 911 GT3 Cup                     | Y     | 62    |
| 24     | GTC    | 88  | Velox Racing                      | Shane Lewis Jerry Vento           | Porsche 3.8 L Flat-6                    | Y     | 62    |
| 25     | LMP    | 8   | Drayson Racing                    | Paul Drayson Jonny Cocker         | Lola B09/60                             | M     | 62    |
| 25     | LMP    | 8   | Drayson Racing                    | Paul Drayson Jonny Cocker         | Judd GV5.5 S2 5.5 L V10                 | M     | 62    |
| 26     | GTC    | 48  | Orbit Racing / Paul Miller Racing | Bryce Miller John McMullen        | Porsche 911 GT3 Cup                     | Y     | 61    |
| 26     | GTC    | 48  | Orbit Racing / Paul Miller Racing | Bryce Miller John McMullen        | Porsche 3.8 L Flat-6                    | Y     | 61    |
| 27     | GTC    | 69  | WERKS II Racing                   | Robert Rodriguez Galen Bieker     | Porsche 911 GT3 Cup                     | Y     | 61    |
| 27     | GTC    | 69  | WERKS II Racing                   | Robert Rodriguez Galen Bieker     | Porsche 3.8 L Flat-6                    | Y     | 61    |
| 28     | GTC    | 80  | Car Amigo-Alex Job Racing         | Juan González Luis Díaz           | Porsche 911 GT3 Cup                     | Y     | 61    |
| 28     | GTC    | 80  | Car Amigo-Alex Job Racing         | Juan González Luis Díaz           | Porsche 3.8 L Flat-6                    | Y     | 61    |
| 29     | GTC    | 54  | Black Swan Racing                 | Tim Pappas Jeroen Bleekemolen     | Porsche 911 GT3 Cup                     | Y     | 60    |
| 29     | GTC    | 54  | Black Swan Racing                 | Tim Pappas Jeroen Bleekemolen     | Porsche 3.8 L Flat-6                    | Y     | 60    |
| 30 DNF | LMP    | 37  | Intersport Racing (en)            | Jon Field Clint Field             | Lola B06/10                             | D     | 48    |
| 30 DNF | LMP    | 37  | Intersport Racing (en)            | Jon Field Clint Field             | AER P32C 4.0 L V8 Turbo                 | D     | 48    |
| 31     | GTC    | 63  | TRG                               | Henri Richard Andy Lally          | Porsche 911 GT3 Cup                     | Y     | 48    |
| 31     | GTC    | 63  | TRG                               | Henri Richard Andy Lally          | Porsche 3.8 L Flat-6                    | Y     | 48    |
| 32 NC  | GT     | 75  | Jaguar RSR                        | Paul Gentilozzi Ryan Dalziel      | Jaguar XKRS                             | Y     | 45    |
| 32 NC  | GT     | 75  | Jaguar RSR                        | Paul Gentilozzi Ryan Dalziel      | Jaguar 5.0 L V8                         | Y     | 45    |
| 33 DNF | GT     | 44  | Flying Lizard Motorsports         | Darren Law Seth Neiman            | Porsche 911 GT3 RSR                     | M     | 28    |
| 33 DNF | GT     | 44  | Flying Lizard Motorsports         | Darren Law Seth Neiman            | Porsche 4.0 L Flat-6                    | M     | 28    |
| 34 DNF | GTC    | 28  | 911 Design                        | Loren Beggs Doug Baron            | Porsche 911 GT3 Cup                     | Y     | 6     |
| 34 DNF | GTC    | 28  | 911 Design                        | Loren Beggs Doug Baron            | Porsche 3.8 L Flat-6                    | Y     | 6     |
| 35 DNF | LMPC   | 52  | PR1/Mathiasen Motorsports         | Johnny Mowlem Tom Papadopolous    | Oreca FLM09                             | M     | 3     |
| 35 DNF | LMPC   | 52  | PR1/Mathiasen Motorsports         | Johnny Mowlem Tom Papadopolous    | Chevrolet LS3 6.2 L V8                  | M     | 3     |
| DNS    | LMPC   | 95  | Level 5 Motorsports               | Scott Tucker Ryan Hunter-Reay     | Oreca FLM09                             | M     | -     |
| DNS    | LMPC   | 95  | Level 5 Motorsports               | Scott Tucker Ryan Hunter-Reay     | Chevrolet LS3 6.2 L V8                  | M     | -     |